# Давид Симао
Давид Мартинс Симао е португалски футболист, роден на 15 май 1990 г. във Версай, Франция. През
2016 г. се присъединява към тима на ЦСКА (София).